# Valdelinares
Valdelinares là một municipality and ski resort located in the province of Teruel, Aragon, Tây Ban Nha. According to the 2004 (INE), đô thị này có dân số là 141 người.
Bản mẫu:Ski Spain